# Henri Moissan
Ferdinand Frédéric Henri Moissan (Hen-ri Moa-xăng) (1852-1907) là nhà hóa học người Pháp đầu tiên nhận Giải Nobel Hóa học. Ông nhận giải thưởng cao quý này vào năm 1906. Công trình của ông đó là cô lập được fluor, một trong những chất nguy hiểm đối với con người, đồng thời phát minh ra các lò điện phục vụ cho khoa học mang tên mình.

## Điều chế fluor
Fluor là một trong những chất nguy hiểm tới tính mạng con người, khi hình thành thì ngay lập tức hóa hợp với các thành phần còn lại của hợp chất được dùng để điều chế nguyên tố này, nên việc cô lập nó là rất khó khăn. Chính vì việc này mà không ít nhà khoa học trở thành nạn nhân của fluor. Đầu tiên là hai nhà khoa học Ireland, một người tử vong, một người thì tàn tật suốt đời vì bị bỏng fluor. Tiếp theo là những người đồng hương cũng là đồng nghiệp của Moissan (những người đi trước) cùng các nhà khoa học Bỉ cũng bị ngộ độc bởi mùi của nó. Phải đến năm 1886, Moissan mới có thể cô lập được nó sau 74 năm giới hóa học chờ đợi. Ông trộn Axit Fluorhydric (HF) với Kali fluoride (KF) thành hỗn hợp dạng lỏng rồi ông cho chúng vào trong bình điện phân có cực âm làm bằng thép, cực dương làm bằng graphit để điện phân nóng chảy hỗn hợp này ở 70 độ C. Ông thấy từ cực dương có một chất khí màu lục nhạt thoát ra. Ông thu khí màu lục nhạt này lại rồi ông mang đi kiểm định. Ông chắc chắn đó là fluor sau rất nhiều lần kiểm định kỹ lưỡng, tỉ mỉ, cẩn thận và chính xác. Ông trình diễn thí nghiệm này tại Viện Hàn lâm Khoa học Pháp. Thế nhưng, số ông hôm đó khá là đen đủi khi thí nghiệm đó không cho kết quả. Phải sang hôm sau, thí nghiệm đó mới thành công. Đó là thành quả phải trả giá bằng các vụ tai nạn của những người đàn anh nhà hóa học Pháp, tiêu biểu là các vụ tai nạn kể trên và nhiều vụ tai nạn khác. Cho đến nay, đây vẫn là phương pháp điều chế fluor phổ biến nhất trên thế giới

## Phát hiện raMoissanit
Henri Moissan phát hiện ra chất Moissanite vào năm 1893 khi kiểm tra các mẫu đá từ một thiên thạch ở Canyon Diablo, Arizona, miền nam nước Mỹ. Lúc đầu, Moissan có xác định nhầm đó là kim cương nhưng 7 năm sau, 1904 ông phát hiện ra rằng nó là một khoáng chất và đặt tên là Cacbone Silic (SiC). Để tưởng nhớ tới ông, người ta đặt tên mới cho nó là Moissanite Khoáng vật này sau này đã được đặt tên Moissanite để tưởng nhớ Moissan..

## Nghiên cứu thêm
- Stock, Alfred (1907). "HENRI MOISSAN". Berichte der deutschen chemischen Gesellschaft. Quyển 40 số 4. tr. 5099. doi:10.1002/cber.190704004183.
- Morachevskii, A. G. (2002). "Henri Moissan (To 150th Anniversary of His Birthday)". Journal Russian Journal of Applied Chemistry. Quyển 75 số 10. tr. 1720–1722. doi:10.1023/A:1022268927198.
- Samsonov, G. V.; Obolonchik, V. A. (1886). "Frederic Henri Moissan, on the 120th anniversary of his birth". Journal Powder Metallurgy and Metal Ceramics. Quyển 11 số 9. tr. 766–768. doi:10.1007/BF00801283.
- Tressaud, Alain (2006). "Henri Moissan: winner of the Nobel Prize for Chemistry 1906". Angew. Chem. Int. Ed. Engl. Quyển 45 số 41. tr. 6792–6. doi:10.1002/anie.200601600. PMID 16960820.
- Royère, C. (1999). "The electric furnace of Henri Moissan at one hundred years: connection with the electric furnace, the solar furnace, the plasma furnace?". Annales pharmaceutiques françaises. Quyển 57 số 2. tr. 116–30. PMID 10365467.
- Kyle, R. A. (1979). "Henri Moissan". JAMA. Quyển 242 số 16. Shampo M A. tr. 1748. doi:10.1001/jama.242.16.1748. PMID 384036.
- Flahaut, J. (1999). "The scientific contributions of Moissan". Annales pharmaceutiques françaises. Quyển 57 số 2. tr. 101–7. PMID 10365465.
- Viel, C. (1999). "Henri Moissn, first French Nobel prize winner in chemistry: the man, the picture collector". Annales pharmaceutiques françaises. Quyển 57 số 2. tr. 94–100. PMID 10365464.
- Wery, P. (1986). "Fluoride is 100 years old". Médecine et hygiène. Quyển 45 số 1685. tr. 138. PMID 3543628.
- Kempler, K. (1982). "[On the 75th anniversary of the death of Henri Moissan]". Orvosi hetilap. Quyển 123 số 12. tr. 740–1. PMID 7041048.
- FABRE, R. (1953). "Ceremonies commemorating the centenary of the birth of Henri Moissan". Annales pharmaceutiques françaises. Quyển 11 số 5. tr. Suppl, 65–7. PMID 13080837.